# (13583) Bosret
(13583) Bosret est un astéroïde de la ceinture principale.

## Description
(13583) Bosret est un astéroïde de la ceinture principale. Il fut découvert le 9 octobre 1993 à La Silla par Eric Walter Elst. Il présente une orbite caractérisée par un demi-grand axe de 2,73 UA, une excentricité de 0,03 et une inclinaison de 3,4° par rapport à l'écliptique.

## Compléments